# أندي ميتشيل
أندي ميتشيل (بالإنجليزية: Andy Mitchell)‏ (12 سبتمبر 1976 في المملكة المتحدة - ) هو لاعب كرة قدم بريطاني في مركز الدفاع. لعب مع أستون فيلا وBelper Town F.C. ‏ ونادي تشيسترفيلد ونادي بوسطن يونايتد.

## وصلات خارجية
- أندي ميتشيل على موقع قاعدة بيانات كرة القدم.إي يو (الإنجليزية)